# Assassin’s Creed II
Az Assassin’s Creed II egy külső nézetes akció- és kalandjáték, amelyet a Ubisoft Montreal fejlesztett ki, és a Ubisoft tette közzé Microsoft Windows-ra PlayStation 3-ra illetve Xbox 360-ra. Ez a második játéka az Assassin’s Creed játéksorozatnak és közvetlen folytatása az Assassin’s Creednek. A játék 2009 novemberében jelent meg konzolra, és 2010 márciusában Windows-ra. A játék 2012-ben játszódik, amelyben a főszereplő, Desmond Miles, megszökik az Abstergo Industries-ből egyik alkalmazottjával, Lucy Stillman-nel, miután kénytelen volt átélni egy középkori bérgyilkos, Altair ibn La-Ahad emlékeit egy gépezeten keresztül ami közismertebb nevén "Animus". Az Abstergo-ból való megszökés után, Desmond beleül egy gépezetbe, amely sokkal fejlettebb, mint az eredeti Animus. Ez már az Animus 2.0. Miután beleült, újra átéli egy középkori nemesember, Ezio Auditore da Firenze emlékeit, aki a Reneszánsz korszak késő tizenötödik századában élt Olaszországban. Desmond irányítja Ezio-t, aki egy bérgyilkos lesz miután az Auditore-család árulója megölte az apját és testvéreit. Mialatt Ezio-t irányítja, Desmond részese lesz az olasz városok hangulatának, felfedezheti a városi részeket és a híres építményeket egy szabad, nyitott végű világban.
Az Assassin’s Creed II lenyűgözte és a mai napig lenyűgözi, a PlayStation 3-at és Xbox-ot használó játékosok 91%-át valamint a PC játékosok 85%-át tette közzé a felmérést készítő Metacritic. A pozitív kritikában nagyobb hangsúlyt kapott, a városok kötetlen felfedezhetősége, az interaktivitás, a nem kötött játékmenet és a sokkal többfajta küldetés az Assassin’s Creed I-hez képest. Továbbá a játékban sokkal fejlettebb az NJK-k (nem játszható karakter) mesterséges intelligenciája és a támadási mechanizmus, és az új gazdasági rendszer lehetővé teszi a játékosok számára, hogy jobbnál jobb kiegészítőket, páncélokat és vérteket és fegyvereket vegyenek bármikor a játék során.

## Játékmenet
Az Assassin’s Creed II egy kötetlen játékmenetű és területű játék, mely megengedi a játékosnak, hogy bármerre kószáljon, nézelődjön a késő tizenötödik századi Olaszországi városokban: Velencében, Firenzében és a Toszkánai vidéken. Az Animus 2.0 a Assassin’s Creedben bemutatott ugyanolyan nevű gép újabb verziója, amely a játékbeli eseményekben változásokat hoz. Az adatbázis szintén elérhető, hogy még több információt szerezzünk a kulcsfontosságú helyekről és személyekről. Az életerő sokkal dinamikusabban tud változni, mint az előző részben így Ezio csak kisebb sérüléseknek tud ellenállni. Súlyosabb sérüléseknél meg kell látogatnunk egy orvost vagy használnunk kell a gyógyszert, amelyet szintén az orvostól lehet beszerezni vagy holttesteken találni.
A játékos immár úszhat a vízben és egy különleges képességgel felismerheti az embereket és fontos helyeket, mialatt külső nézetben a városban császkál. A fiatal Leonardo da Vinci is megjelenik a játékban minket segítve a lefordított "kódex oldalakkal", amit Altair, az eredeti játék főszereplője hagyott az utókor számára. A játék előrehaladtával képesek leszünk használni Leonardo repülő gépezetét (melyet a való életből hoztak át a játékba), mialatt egy küldetést csinálunk. A játékos egy bizonyos szinten képes járműveket vezetni, például kordélyokat, de gondolákat is, úgy, ahogy lovagolni is tud bárhol, ahol van egy istálló. A városlakók néha leejtenek egy-egy dolgot és néha tüsszentenek. Mindezen túl lehet bérelni különböző "szolgáltatásokat", például prostituáltakat, zsoldos katonákat, adott esetben tolvajokat.
A harcolás is sokkal összetettebb elődjéénél, hiszen itt lehetőségünk nyílik az ellenség két támadás közti szünetét kihasználni, és ellentámadással megölni. Ha a játékos megszerzi az ellenség fegyverét, meg lehet ölni őt azonnal. Leonardo da Vinci támogat minket speciális fegyverekkel például rejtett, csuklóra szerelhető pengékkel, mérgezett pengékkel és kicsinyített lőfegyverekkel. Általános fegyverek, pl. kardok, tőrök, fejszék, dárdák, kések is megvásárolhatók az árusoktól minden városban, vagy a holttestektől is beszerezhetjük őket...
Ezen kívül tudunk vásárolni új páncélokat és a játék előrehaladtával be is festhetjük őket különböző színűekre, valamint vehetünk festményeket a házunkba. A további felszerelés tartalmazza a nagyobb táskákat, a több eldobható kést és gyógyszert. Az Auditore család külvárosi háza szolgál Ezio főhadiszállásaként, és az egész telek és ingatlan bővíthető, átalakítható ízlésünk szerint. Egy halomnyi árus található amely a legkülönfélébb portékákat árulják, pl gyógyszerek, mérgek, szerszámok, kiegészítők, festmények és festékek, amikkel megváltoztathatjuk Ezio ruhájának színét. Amikor ezek az üzletek megújulnak, Ezio kedvezményt kap az eladott megvett árukra. Most többféleképpen rejtőzködhetünk is bújhatunk el a területen. Belevethetjük magunkat a vízbe, hogy az őröket belehúzzuk, vagy álruhát öltve elrejtőzhetünk az emberek sokaságaiban az Assassin’s Creedhez hasonlóan.
A játék véletlenszám-generátora nagyobb esélyt ad Ezio felismerésére viselkedésétől, pozíciójától és az aktuális küldetéstől függően. Az esély csökken, ha megvesztegetünk, leszedjük a körözési plakátokat, vagy egyszerűen megöljük a kétes személyeket. A nappal és éjszaka váltakozása bele lett programozva a játékba, még több élményt nyújtva. Megannyi ellenség ólálkodik a városban, némelyik, sokkal erősebb és ügyesebb, mint társaik. A játék küldetései többféle feladatot is tartalmazhatnak.
Például küldetésnek azt kapjuk, hogy kísérjünk és védjünk meg valakit, de időközben megváltozhat arra, hogy üldözzük és öljük meg őt. Körülbelül 200 küldetés van, de ennek csak fele a főtörténet, a többi rejtett küldetés. A városok szintén tele vannak rejtett helyekkel, barlangokkal, katakombákkal.

## Zene
A játék zenéit Jesper Kyd szerezte. A Capitol Records-ban vették föl őket, egy 35 fős vonós zenekar és egy 13 fős kórus közreműködésével. A vokálokat Melissa Kaplan énekelte. A zenék megtalálhatóak a játék lemezén.
| Sorszám | Cím                           | Hossz |
| ------- | ----------------------------- | ----- |
| 1.      | "Earth"                       | 3:59  |
| 2.      | "Venice Rooftops"             | 3:18  |
| 3.      | "Ezio in Florence"            | 2:19  |
| 4.      | "Home in Florence"            | 5:02  |
| 5.      | "Ezio's Family"               | 4:21  |
| 6.      | "Sanctuary"                   | 3:56  |
| 7.      | "Stealth"                     | 2:20  |
| 8.      | "Florence Escape"             | 2:50  |
| 9.      | "Approaching Target 1"        | 3:34  |
| 10.     | "Approaching Target 2"        | 6:07  |
| 11.     | "Leonardo's Invention Part 1" | 2:22  |
| 12.     | "Tour of Venice"              | 3:16  |
| 13.     | "Flight over Venice"          | 4:50  |
| 14.     | "Darkness Falls"              | 4:05  |

## Folytatás
A Ubisoft már akkor megerősítette, hogy lesz Assassin’s Creed: Brotherhood, mielőtt még az Assassin’s Creed II megjelent volna. A "harmadik" rész 2010. november 16-án jelenik meg az Egyesült Államokban. Mivel a játék nem kiegészítő lesz az Assassin’s Creed II-höz, ezért újra Ezio Auditore da Firenze lesz a főszereplő. Emellett tartalmazni fog egy online-multiplayer játékmódot is. Rómában fog játszódni, a Borgia családdal és a Templomos Lovagokkal.

## Fordítás
- Ez a szócikk részben vagy egészben az Assassin's Creed II című angol Wikipédia-szócikk fordításán alapul.  Az eredeti cikk szerkesztőit annak laptörténete sorolja fel. Ez a jelzés csupán a megfogalmazás eredetét és a szerzői jogokat jelzi, nem szolgál a cikkben szereplő információk forrásmegjelöléseként.